# Judo op de Olympische Zomerspelen 2004 – Klasse tot 57 kilogram vrouwen
Het judotoernooi in de klasse tot 57 kilogram voor vrouwen op de Olympische Zomerspelen 2004 vond plaats op maandag 16 augustus 2004. Regerend olympisch kampioene was Isabel Fernández uit Spanje, die ditmaal werd uitgeschakeld in de herkansingen.  Nederland vaardigde Deborah Gravenstijn af in deze op twee na lichtste gewichtsklasse bij de vrouwen. Zij behaalde de bronzen medaille. In totaal kwamen 23 judoka's uit 23 landen uit in de lichtgewichtklasse.

## Programma
Alle tijden zijn  (UTC+2)
| Datum                    | Tijd              | Ronde                              |
| ------------------------ | ----------------- | ---------------------------------- |
| maandag 16 augustus 2004 | 10:30 13:00 17:00 | Kwalificaties Halve finales Finale |

## Toernooischema

### Laatste 4
|  | Halve finale        | Halve finale |  |                | Finale      | Finale |
|  |                     |              |  |                |             |        |
|  |                     |              |  |                |             |        |
|  | Yurisleydis Lupetey | 0000         |  |                |             |        |
|  | Kye Sun-hui         | 1000         |  |                |             |        |
|  |                     |              |  |                | Kye Sun-hui | 0010   |
|  |                     |              |  | Yvonne Bönisch | 0011        |        |
|  | Deborah Gravenstijn | 0000         |  |                |             |        |
|  | Yvonne Bönisch      | 1000         |  |                |             |        |

### Herkansingen
|  | Herkansing        | Herkansing        | Herkansing |  |  | Bronzen medaille    | Bronzen medaille    | Bronzen medaille |
|  |                   |                   |            |  |  |                     |                     |                  |
|  | Barbara Harel     | Barbara Harel     | 0020       |  |  |                     |                     |                  |
|  | Natalia Yukhareva | Natalia Yukhareva | 0001       |  |  | Barbara Harel       | Barbara Harel       | 0010             |
|  |                   |                   |            |  |  | Deborah Gravenstijn | Deborah Gravenstijn | 1000             |
|  |                   |                   |            |  |  |                     |                     |                  |
|  |                   |                   |            |  |  |                     |                     |                  |
|  |                   |                   |            |  |  |                     |                     |                  |
|  |                   |                   |            |  |  |                     |                     |                  |

|  | Herkansing       | Herkansing       | Herkansing |  |  | Bronzen medaille    | Bronzen medaille    | Bronzen medaille |
|  |                  |                  |            |  |  |                     |                     |                  |
|  | Cinzia Cavazzuti | Cinzia Cavazzuti | 0001       |  |  |                     |                     |                  |
|  | Isabel Fernández | Isabel Fernández | 0010       |  |  | Isabel Fernández    | Isabel Fernández    | 0000             |
|  |                  |                  |            |  |  | Yurisleydis Lupetey | Yurisleydis Lupetey | 0010             |
|  |                  |                  |            |  |  |                     |                     |                  |
|  |                  |                  |            |  |  |                     |                     |                  |
|  |                  |                  |            |  |  |                     |                     |                  |
|  |                  |                  |            |  |  |                     |                     |                  |

## Eindrangschikking
| №      | Naam                    | NOC |
| ------ | ----------------------- | --- |
| Goud   | Yvonne Bönisch          | GER |
| Zilver | Kye Sun-hui             | PRK |
| Brons  | Deborah Gravenstijn     | NED |
| Brons  | Yurisleydis Lupetey     | CUB |
| 5      | Barbara Harel           | FRA |
| 5      | Isabel Fernández        | ESP |
| 7      | Nataliya Yukhareva      | RUS |
| 7      | Cinzia Cavazzuti        | ITA |
| 9      | Marcon Bezzina          | MLT |
| 9      | Ioulieta Boukouvala     | GRE |
| 9      | Sophie Cox              | GBR |
| 9      | Catherine Ewa Ekuta     | NGR |
| 13     | Khishigbatyn Erdenet-Od | MGL |
| 13     | Rudymar Fleming         | VEN |
| 13     | Jessica García          | PUR |
| 13     | Lena Göldi              | SUI |
| 17     | Kie Kusakabe            | JPN |
| 17     | Lila Latrous            | ALG |
| 17     | Liu Yuxiang             | CHN |
| 17     | Elina Nasaudrodro       | FIJ |
| 21     | Mária Pekli             | AUS |
| 21     | Ellen Wilson            | USA |
| 21     | Danielle Zangrando      | BRA |